# 寿命寺 (常陸大宮市)
寿命寺（じゅみょうじ）は、茨城県常陸大宮市にある浄土真宗本願寺派の寺院。

## 前史
当寺の開基の入信は、俗名「佐竹義繁」といい、佐竹氏第4代当主であったが、武士として生きることに疑問を感じ、常陸国那珂郡穴沢村（現・茨城県東茨城郡城里町上阿野沢）に隠棲していた。ある夜、義繁は夢の中で法衣姿の人物より「親鸞聖人を訪ねて他力本願の教示を受けよ」と告げられた。義繁は親鸞のもとを訪れ、親鸞の法話を聴いて、これまでの悩みが解消され、親鸞に弟子入りし、「入信」を名乗ることになった。

## 歴史
その後、親鸞は度々入信のもとに訪れていた。ある夜、親鸞と入信は山中で「光る物」を発見した。近づくと土中から光を発していた。掘り起こすと、阿弥陀如来像が出土した。親鸞はこれを喜び、この阿弥陀如来像を本尊とする寺を創建した。これが当寺の起源である。
当寺は度々火災に遭っている。直近では2009年（平成21年）に全焼している。

## 文化財
- 聖徳太子立像（常陸大宮市指定文化財）[3]

## 交通アクセス
- 路線バス御前山支所入口停留所より徒歩9分。